# Tetrablèmmids
Els tetrablèmmids (Tetrablemmidae) són una família d'aranyes araneomorfes. Fou descrita per Octavius Pickard-Cambridge el 1873.
S'anomenen a vegades armored spiders (aranyes blindades). La majoria dels tetrablèmmids s'han recollit de la fullaraca del terra; alguns viuen en coves. Alguna espècie de les coves, però també algunes d'exteriors, mostren adaptacions típiques de les aranyes de les coves, com la pèrdua d'ulls i una esclerotització dèbil.
Es distribueixen per la zona tropical, principalment del sud d'Àsia. Algunes es troben a Àfrica Central, Amèrica Central i la part més septentrional d'Amèrica del Sud.

## Sistemàtica
Segons el World Spider Catalog amb data de 15 de gener de 2019, aquesta família té reconeguts 27 gèneres i 131 espècies. El creixement dels darrers anys és petit, amb alguns canvis de transferència de gèneres. El 27 de novembre de 2006 i hi havia citats 29 gèneres i 126 espècies. Hi ha dos gèneres nous del sud-est d'Àsia, Lehtinenia, descrit per Y.F. Tong i S.Q. Li el 2008, i Sinamma descrit per Y.C. Lin i S.Q. Li el 2014. Hi hi ha els gèneres de la subfamília Pacullinae que han passat a ser una família pròpia, els pacúl·lids amb els gèneres Pacul·la, Perania, Lamania i Sabahya que abans formaven part dels tetrablèmmids.
Els 27 gèneres reconeguts actualment són:
- Ablemma Roewer, 1963 (Sud-est d'Àsia)
- Afroblemma Lehtinen, 1981 (Àfrica)
- Anansia Lehtinen, 1981 (Àfrica)
- Bacillemma Deeleman-Reinhold, 1993 (Tailàndia)
- Borneomma Deeleman-Reinhold, 1980 (Borneo)
- Brignoliella Shear, 1978 (Sud-est d'Àsia)
- Caraimatta Lehtinen, 1981 (Amèrica Central)
- Choiroblemma Bourne, 1980 (Índia)
- Cuangoblemma Brignoli, 1974 (Angola)
- Fallablemma Shear, 1978 (Samoa, Sulawesi)
- Gunasekara Lehtinen, 1981 (Sri Lanka)
- Hexablemma Berland, 1920 (Kenya)
- Indicoblemma Bourne, 1980 (Tailàndia, Índia)
- Lehtinenia Tong & Li, 2008 (Xina, Vietnam))
- Maijana Lehtinen, 1981 (Java)
- Mariblemma Lehtinen, 1981 (Seychelles)
- Matta Crosby, 1934 (Brasil, Mèxic)
- Micromatta Lehtinen, 1981 (Belize)
- Monoblemma Gertsch, 1941 (Brasil, Colòmbia, Panamà)
- Pahanga Shear, 1979 (Sud-est d'Àsia)
- Rhinoblemma Lehtinen, 1981 (Illes Carolines)
- Shearella Lehtinen, 1981 (Madagascar, Sri Lanka)
- Sinamma Lin & Li, 2014  (Xina)
- Singalangia Lehtinen, 1981 (Sumatra)
- Singaporemma Shear, 1978 (Vietnam, Singapur)
- Sulaimania Lehtinen, 1981 (Malàisia)
- Tetrablemma O. P-Cambridge, 1873 (Sud-est d'Àsia, Àfrica, Micronèsia)

Fa uns anys, el 1981, la família Pacullidae (en aquell moment amb un únic gènere, Paculla), havia sigut incorporada als tetrablèmmids. Les aranyes d'aquest gènere són quatre a cinc vegades més grans que els altres tetrablèmmids. El gènere Tetrablemma presenta només quatre ulls, un tret només compartit amb moltes espècies de capònids.

### Fòssils
Segons el World Spider Catalog versió 19.0 (2018), existeixen els següents gèneres fòssils:
- †Balticoblemma Wunderlich, 2004
- †Bicornoculus Wunderlich, 2015
- †Brignoliblemma Wunderlich, 2017
- †Cymbioblemma Wunderlich, 2017
- †Electroblemma Selden, Zhang & Ren, 2016
- †Eogamasomorpha Wunderlich, 2008
- †Eoscaphiella Wunderlich, 2011
- †Furcembolus Wunderlich, 2008
- †Longissithorax Wunderlich, 2017
- †Longithorax Wunderlich, 2017
- †Palpalpaculla Wunderlich, 2017
- †Saetosoma Wunderlich, 2012
- †Uniscutosoma Wunderlich, 2015

### Superfamília
Els tetrablèmmids havien format part de la superfamília dels caponioïdeus (Caponioidea), al costat dels capònids. Les aranyes, tradicionalment, havien estat classificades en famílies que van ser agrupades en superfamílies. Quan es van aplicar anàlisis més rigorosos, com la cladística, es va fer evident que la major part de les principals agrupacions utilitzades durant el segle XX no eren compatibles amb les noves dades. Actualment, els llistats d'aranyes, com ara el World Spider Catalog, ja ignoren la classificació de superfamílies.